# Russell Athletic Bowl 2014
Match précédent Match suivant
Le Russell Athletic Bowl 2014 est un match de football américain de niveau universitaire joué après la saison régulière de 2014, le 29 décembre 2014 au Citrus Bowl à Orlando en Floride.
Il s'agit de la 25e édition du Russell Athletic Bowl.
Le match met en présence l'équipe des Tigers de Clemson issue de la Big 12 Conference et l'équipe des Sooners de l'Oklahoma issue de l'Atlantic Coast Conference.
Il débute à 05:30 pm (heure locale) et est retransmis en télévision sur ESPN.
Le match est sponsorisé par la société Russell Athletic (confection de vêtements sportifs).
Les Tigers de Clemson remportent le match sur le score de 40 à 6.

## Présentation du match
| Équipes                                                                                        | Conférences | Entraîneurs  | Stats. saison rég. |
| ---------------------------------------------------------------------------------------------- | ----------- | ------------ | ------------------ |
| #17 Tigers de Clemson                                                                          | Big 12      | Dabo Swinney | 9-3                |
| Sooners de l'Oklahoma                                                                          | AAC         | Bob Stoops   | 8-4                |
| Arbitre : Matt Moore (SEC) Équipe donnée favorite par les bookmakers : Oklahoma (6,5 contre 1) |             |              |                    |

Le match a mis en présence les Tigers de Clemson issus de la Big 12 et les Sooners de l'Oklahoma issus de l'AAC.
Il s'agit de la 4e rencontre entre ces deux équipes, Oklahoma ayant gagné deux matchs pour une défaite. La dernière rencontre a eu lieu lors du Citrus Bowl 1989 (victoire 13 à 6 de Clemson.

### Tigers de Clemson
Avec un bilan global en saison régulière de 9 victoires et 3 défaites, Clemson Tigers est éligible et accepte l'invitation pour participer au Russell Athletic Bowl de 2014.
Ils sont classés à l'issue de la saison régulière # 17 au ranking CFP.
Ils terminent 2e de l'Atlantic Division de la Big 12 Conference derrière #5 Florida State, avec un bilan en division de 6 victoires et 2 défaites.
Il s'agissait de leur 3e participation au Russell Athletic Bowl après celui de 2002 (défaite 55 à 15 contre Texas Tech Red Raiders et celui de 2005 (victoire 19 à 10 contre Colorado.

### Sooners de l'Oklahoma
Avec un bilan global en saison régulière de 8 victoires et 4 défaites, Oklahoma Sooners est éligible et accepte l'invitation pour participer au Russell Athletic Bowl de 2014.
Ils ne sont pas classés à l'issue de la saison régulière au ranking CFP.
Ils terminent 4e de l'Atlantic Coast Conference derrière #7 Baylor, #3 TCU et 
#18 Kansas State, avec un bilan en conférence de 5 victoires et 4 défaites.
Il s'agit de leur 1er apparition au Russell Athletic Bowl.

## Résumé du match
| Évolution du score du RUSSELL ATHLETIC BOWL 2014 |                              |                              |                              |                              |                              | |       |       |
| QT                                               | Temps                        | Drive                        | Drive                        | Drive                        | Équipe                       | Description de l'action | Score | Score |
|                                                  |                              | Jeux                         | Yards                        | TDP                          |                              | | CLE   | OKL   |
| 1                                                | 13:26                        | 1                            | 65                           | 00:12                        | CLE                          | TD de 65 yards par WR Artavis Scott à la suite d'une passe de QB Cole Stoudt + 1 point de conversion par kicker Ammon Lakip                       | 7     | 0     |
| 1                                                | 08:21                        | 9                            | 37                           | 03:38                        | CLE                          | FG de 34 yards par kicker Ammon Lakip | 10    | 0     |
| 1                                                | 03:26                        | –                            | –                            | –                            | CLE                          | TD à la suite d'une interception retournée sur 47 yards par LB Ben Boulware + 1 point de conversion par kicker Ammon Lakip                        | 17    | 0     |
| 2                                                | 14:00                        | 9                            | 48                           | 02:36                        | CLE                          | FG de 49 yards par kicker Ammon Lakip | 20    | 0     |
| 2                                                | 07:34                        | 14                           | 80                           | 05:09                        | CLE                          | TD de 26 yards par WR Mike Williams à la suite d'une réception d'une passe de QB Cole Stoudt + 1 point de conversion par kicker Ammon Lakip       | 27    | 0     |
| 3                                                | 09:24                        | 5                            | 50                           | 01:33                        | CLE                          | TD à la suite d'une course de 2 yards par QB Cole Stoudt + 1 point de conversion par kicker Ammon Lakip                                           | 34    | 0     |
| 3                                                | 01:42                        | 11                           | 80                           | 04:18                        | CLE                          | TD de 24 yards par WR Germone Hopper à la suite d'une réception d'une passe de QB Cole Stoudt mais la tentative de conversion à 1 point est ratée | 40    | 0     |
| 4                                                | 06:57                        | 5                            | 43                           | 01:38                        | OKL                          | TD à la suite d'une course de 11 yards par RB Alex Ross mais la tentative de conversion par kicker Michael Hunnicutt est bloquée                  | 40    | 6     |
| "TDP" = temps de possession.                     | "TDP" = temps de possession. | "TDP" = temps de possession. | "TDP" = temps de possession. | "TDP" = temps de possession. | "TDP" = temps de possession. | "TDP" = temps de possession. | 40    | 6     |

## Statistiques
| Statistiques par Équipes               | Statistiques par Équipes | Statistiques par Équipes |
| Statistiques                           | CLE                      | OKL                      |
| -------------------------------------- | ------------------------ | ------------------------ |
| 1er downs                              | 22                       | 17                       |
| Conversion de 3e Down                  | 7/19                     | 2/12                     |
| Conversion de 4e Down                  | 0/0                      | 0/0                      |
| Jeux–yards                             | 79 jeux pour 387 yards   | 68 jeux pour 275 yards   |
| Yards à la course                      | 68                       | 172                      |
| Yards à la passe                       | 319                      | 106                      |
| Passes : Réussies-Tentées-Interceptées | 26/37 - 0 Int.           | 17/37 - 3 Int.           |
| Réussite en zone rouge/chances         | 2/3                      | 1/1                      |
| TD                                     | 5                        | 1                        |
| Field Goals                            | 2/3                      | 0/0                      |
| Sacks (Nombre-Yards perdus)            | 1 (8 yards perdus)       | 4 (25 yards perdus)      |
| Fumbles (Nombre/Perdus)                | 1 (0)                    | 2 (2 ballons perdus)     |
| Pénalités (Nombre/Yardsperdus)         | 4 (20 yards)             | 8 (80 yards)             |
| Temps de possession                    | 32:24                    | 27:36                    |

| Meilleur Joueur (MVP) | Meilleur Joueur (MVP) | Meilleur Joueur (MVP) |
| --------------------- | --------------------- | --------------------- |
| Nom                   | Équipe                | Poste                 |
| Cole Stoudt           | Tigers de Clemson     | QB                    |

| Statistiques Individuelles | Statistiques Individuelles | Statistiques Individuelles                    |
| -------------------------- | -------------------------- | --------------------------------------------- |
| Quaterbacks                |                            |                                               |
| CLE                        | Stoudt, Cole               | 26/36, 0 Int., 319 yards, 4 sacks subis, 3 TD |
| OKL                        | Knight, Trevor             | 17/37, 3 Int., 103 yards, 1 sack subi, 0 TD   |
| Meilleurs Coureurs         |                            |                                               |
| CLE                        | Gallman, Wayne             | 19 courses, 57 yards, 0 TD                    |
| OKL                        | Perine, Samaje             | 23 courses, 148 yards, 0 TD                   |
| Meilleurs Receveurs        |                            |                                               |
| CLE                        | Williams, Mike             | 9 Réc., 112 yards, 1 TD                       |
| OKL                        | Quick, Michiah             | 7 Réc., 46 yards, 0 TD                        |
| Meilleurs Tackleurs        |                            |                                               |
| CLE                        | Wiggins, Korrin            | 4 tackles, 3 assistes, 1 Int.                 |
| OKL                        | Striker, Eric              | 9 tackles, 3 assistes                         |